# 382 TCN
382 TCN là một năm trong lịch La Mã.